# Johann Georg Bach
Johann Georg Bach (30 de septiembre de 1751 en Eisenach † 12 de abril de 1797 en Eisenach) fue un organista alemán.
Hijo de Johann Ernst Bach (1722-1777), nació y murió en Eisenach. Fue organista de la corte y de la Iglesia de San Jorge en su ciudad natal. Se desconoce si fue compositor.
- Datos: Q564933